# Бабьи каши
Бабьи каши (Бабий день) — день народного календаря у славян, отмечался русскими и белорусами 26 декабря (8 января) или 27 декабря (9 января), болгарами — 8 января, сербами — 28 декабря (10 января). В обрядах дня присутствовали следы культа Параскевы Пятницы, который, в свою очередь, восходит к почитанию Великой богини-матери. На Руси в этот день почитали повивальных бабок и рожениц.
По мнению советского этнографа В. И. Чичерова, обрядовая тема брака и рождения связана с образом Великой богини славян-земледельцев как воплощения всего живого плодородящего, эта тема проходит как основная через все богородичные дни, противостоя умиранию природы и солнца.

## Другие названия
рус. Бабий день, Бабины, Праздник повивальных бабок и рожениц, Бабинцы (брян.), Собор Пресвятой Богородицы, Раннее Рождество, Бабка Соломонида; бел. Маладзёны, Зімні пакроўчык, Бабіны, Сабор Прасвятой Багародзіцы, Яўхім, Кастусь; болг. Бабинден; серб. Бабин дан; гаг. Бабу гюню.

## Русские обряды
В этот день почитали повивальных бабок и рожениц. Во многих местах по древнему обычаю русские женщины ходили к родильницам с пирогами. Согласно этому обычаю, во второй день Рождества в праздник пресвятой Богородицы в юго-западной Руси многие сельские женщины шли в церковь со специально приготовленными пирогами, «думая этим сделать честь св. Богородице». Этот обычай был ранее весьма распространён, но Церковью не терпим. Митрополит киевский Михаил в 1590 году осудил и запретил его как обычай несовместимый со святостью Пресвятой Девы. В одной из грамот он писал: «И теж пироги на завтрие рождества Христова, которые приносят до церквей, мняше в честь богородицы, ещё есть велико бесчестие и догмат безбожных еретик, делая бо богородица паче слова и разума нетленно роди». С. Максимов сообщает легенду, записанную в бывшем Меленковском уезде Владимирской губернии, в которой в роли повивальной бабки выступает Параскева-Пятница.
Праздник рожениц и повивальных бабок в этот день находит себе церковную параллель в совершении молебна иконе Богородицы «Помощь в родах», повторяющей композицию древних изображений «Великой богини» славян-земледельцев.
Композиция иконы «Блаженное чрево», которой также служили службы на Рождество роженицы и повивальные бабки, повторяет композиции народных дохристианских культовых изображений и связывает иконографию богоматери как с обрядом народного земледельческого календаря, так и с тесно спаянной с ним семейной обрядностью.
Женщины, имеющие детей, приносили повивальным бабкам подарки и угощения: пиво или наливку, пироги, блины. Приходили с детьми, чтобы бабки их благословили. Особенно рекомендовалось в этот день ходить к бабкам будущим мамам и молодым девушкам. Посещение и совместная еда с повивальными бабками иногда проходила с вечера «до белого света». За столом все веселятся, шутят, разговоры почти всегда исполнены сексуальным подтекстом. Сама повивальная бабка иногда проводит ритуалы, которые должны помочь женщинам иметь больше детей. Повитуха варила кашу для рожениц из проса или гречихи, трапеза называлась трапезой Роду и роженицам. Этому блюду отводилась важная роль в обрядовых действах. Например, чтобы предупредить низкорослость ребёнка, бабка поднимала горшок с кашей, приговаривая: «Расти высоко-высоко». Чтобы малыш поскорее встал на ноги, старшим детям тоже вручался горшок с кашей: её полагалось съесть на улице, а в пустой горшок посадить петуха или курицу (соответственно полу новорожденного). В этот день стригли первые волосы детям.
Повитухами были («бабничали») обычно замужние женщины, имевшие своих детей и с безупречной репутацией в глазах односельчан. Повитухи знали традиции, у них был большой опыт родовспоможения, владели ритуальной практикой, знали множество заговоров, молитв и просто добрых слов для приободрения рожениц. Первые несколько дней за молодой матерью также присматривала повитуха. За помощь повитух одаривали подарками, деньгами или продуктами. К моменту крещения повивальная бабка передавала младенца на попечение крёстной матери, но между повитухой и родившимся ребёнком на всю жизнь устанавливалась духовно-родственная связь.
Как правило к родовспоможению привлекались женщины нерепродуктивного возраста, имевшие детей и не запятнавшие свою честь супружеской изменой или сварливым либо вздорным характером. Считалось, что иначе можно нанести вред как здоровью, так и судьбе новорожденного.
В этот день обращались за помощью к пророку Давиду — музыканту и укротителю гнева. Простолюдин, собираясь в дорогу, испрашивал у него защиты от зверей, от разбойников, считая, что святой псалмопевец своим пением и игрою на гуслях может невидимо утишить этих врагов.

## Болгарские обычаи
В Болгарии сохранился интересный обычай на Бабин-день: Рано утром к повитухе идут женщины, чьи дети в возрасте от 1 до 3 лет. Там во дворе, под фруктовым деревом проводится ритуал «умывания рук». Молодые женщины, которые захватили с собой из дома ведро с чистой водой, мыло и новое полотенце, поливают повивальной бабке на руки, а потом подают ей полотенце, которое та принимает в дар (ещё в дар повивальной бабке приносится одежда, полотно — всё это кладут ей на правое плечо). При этом ритуале старуха старается поднять как можно больше брызг с наговором, чтобы ребёнок женщины бегал и прыгал в крепком здоровье. Со своей стороны повитуха тоже дарит матерям детские носочки и рубашечки, а если с матерью пришёл и ребёночек, то она завязывает ему на руку монетку или фигурку лошадки сплетенными нитками (красной и белой). Во время гуляний, продолжавшихся до глубокой ночи, Повитуху возили на санях или на телеге к колодцу и там поливали водой. В телегу впрягались сами женщины. От встречавшихся им на пути мужчин они требовали выкупа вином, деньгами, в противном случае их поливали водой, снимали с них одежду и т. п.
В западной Болгарии женщины празднуют 26—29 декабря, чтобы роды были лёгкими.

## Сербские обычаи
Весь день был посвящён празднованию женщин, которые стали матерями за прошедший год. Лучше всего обычай сохранился в восточной Сербии. Женщины со своими младенцами посещали повитуху (серб. бабица) и дарили подарки. Матери благодарили повитуху, подносили свои блюда, дарили рушники и платки. В свою очередь, повитуха связывала детям ноги куделью из конопли — считалось, что в этом случае ребёнок быстрее пойдёт, а на голову клала кусочек белой шерсти, чтобы хорошо росли волосы.

## Поговорки и приметы
- В праздник каш всяк с ложкой ходит — полный черпак семью не разгонит[27].
- Если этот день ясный будет, то будет хороший урожай проса, а если пасмурный, то недород его[19].